# Clavija latifolia
Clavija latifolia är en viveväxtart som först beskrevs av Carl Ludwig von Willdenow, Johann Jakob Roemer och Schult., och fick sitt nu gällande namn av C. Koch. Clavija latifolia ingår i släktet Clavija och familjen viveväxter. Inga underarter finns listade i Catalogue of Life.